# جيمس دبليو. كامبل
جيمس دبليو. كامبل (بالإنجليزية: James W. Campbell)‏ هو سياسي أمريكي، ولد في 14 مارس 1947 في بالتيمور في الولايات المتحدة. حزبياً، نشط في الحزب الديمقراطي. وقد انتخب عضو مجلس النواب لولاية ماريلند.